# 奥比岛
奧比島是印度尼西亞的小型島嶼，為奧比群島主島，屬於摩鹿加群島的一部分。島嶼面積2,542平方公里，北面有面積較大的哈馬黑拉島，島上最高點海拔1,611米，岸邊有幾個居民的聚居點。行政方面由北马鲁古省南哈马黑拉县管辖。